# Резолюция 55 на Съвета за сигурност на ООН
Резолюция 55 на Съвета за сигурност на ООН е приета на 29 юли 1948 по повод Индонезийската национална революция. С Резолюция 55 Съветът за сигурност, който е получил и разгледал доклад от Помирителния комитет за застоя в политическите и икономическите преговори в Индонезия, се обръща с молба към правителствата на Нидерландия и Република Индонезия да съблюдават стриктно спазването на военните и икономическите клаузи на Ренвилското споразумение от 17 януари 1948 г. и да изпълнят по-скоро и в цялост неговите дванадесет политически принципа.
Резолюция 55 е приета с мнозинство от 9 гласа, като двама от членовете на Съвета за сигурност – Украинската ССР и СССР – гласуват въздържали се.